# Molophilus persimilis
Molophilus persimilis är en tvåvingeart som beskrevs av Alexander 1927. Molophilus persimilis ingår i släktet Molophilus och familjen småharkrankar. Inga underarter finns listade i Catalogue of Life.